# Ray Santos
Ray Santos (* 28. Dezember 1928 in New York City; † 17. Oktober 2019 ebenda) war ein US-amerikanischer Musiker (Saxophon, Komposition, Arrangement) und Musikproduzent der Latin Music, der als Arrangeur mit mehreren Grammys ausgezeichnet wurde.

## Leben und Wirken
Santos wuchs in New York City als Sohn puerto-ricanischer Eltern auf. Beeinflusst von  Lester Young besuchte er die Juilliard School of Music, wo er Saxophon studierte; bei seinem Studienkollegen Hall Overton nahm er Unterricht im Arrangieren. Dann spielte er für zahlreiche Orchester der lateinamerikanischen Musikindustrie. In den frühen 1950er Jahren, begann er unter dem Eindruck des CuBop, Musik zu arrangieren und auch zu komponieren (3D Mambo). Als Arrangeur produzierte er Charts, die von zwei Generationen der zeitgenössischen amerikanischen und karibischen Musiker wie Noro Morales, Machito, Tito Puente und Tito Rodríguez interpretiert und aufgenommen wurden. In den 1960er Jahren schrieb er Musik für das Fernsehen in Puerto Rico, wo er auch Aufnahmen für etablierte und aufstrebende Salsa-Bands produzierte und für viele Top-Stars der Branche spielte.
Nach seiner Rückkehr nach New York unterrichtete Santos (bis 2013) am City College of New York, wo er die Latin Band leitete, steuerte aber auch Arrangements zu Eddie Palmieris 1986 mit dem Grammy ausgezeichneten Album Solito bei. Santos war als Musikberater und Arrangeur für den Soundtrack des Films Mambo Kings tätig. Sein Arrangement von „Beautiful Maria of My Soul“ für diesen Film wurde 1992 als bester Filmsong für einen Grammy und für einen Golden Globe Award nominiert. Auch schrieb er die Arrangements für die Songs „Perfidia“ und „Quiereme mucho“, die im Film von Linda Ronstadt gesungen wurden. Begeistert von diesen Arrangements, beauftragte sie ihn mit der Arrangierung und Durchführung des Materials für ihr Album Frenesi mit lateinamerikanischen Standards, das 1992 mit dem Grammy für das „Best Tropical Latin Album“ ausgezeichnet wurde. Zudem arrangierte er für das Album De Regreso (1996) der Puerto Rico All Stars. Er war weiterhin an den letzten drei Produktionen von Mario Bauzá als Arrangeur beteiligt (von denen zwei für einen Grammy nominiert wurden).
1998 dirigierte Santos das Jazz at Lincoln Center Orchestra in drei Konzerten, die Con Alma/Jazz with A Latin Tinge präsentierten und mit großer Begeisterung aufgenommen wurden. 1999 unterstützte er Paquito D’Rivera bei der Produktion von Tropicana Nights, das mit einem Latin Grammy ausgezeichnet wurde. Im selben Jahr coproduzierte er mit David Chesky das Album The Conga Kings featuring Candido Camero, Patato Valdés and Giovanni Hidalgo, dem 2001 noch ein zweites Album folgte, an dem auch Phil Woods beteiligt war. Im Jahr 2000 arrangierte er das Album Masterpiece von Tito Puente und Eddie Palmieri, das mit einem Grammy ausgezeichnet wurde.
Santos erhielt 2011 den Latin Grammy Trustees Award als Anerkennung für die Leistungen in seiner Karriere. Die Schauspielerin Cynthia DeCure ist seine Tochter.